# Казачье-Лагерский сельский совет (Горностаевский район)
Казачье-Лагерский сельский совет (укр. Козаче-Лагерська сільська рада) — входит в состав Горностаевского района Херсонской области Украины.
Административный центр сельского совета находится в селе Казачьи Лагери.

## История
- 1943 — дата образования.

## Населённые пункты совета
- с. Казачьи Лагери
- с. Новые Олешки